# Forte di Quattro
Forte Di Quattro (포르테 디 콰트로) es un cuarteto vocal masculino surcoreano, formado en la primera temporada del programa Phantom Singer del canal de televisión JTBC. Fueron los ganadores de dicha temporada y debutaron el 7 de mayo de 2017, lanzando su álbum homónimo Forte Di Quattro el 18 de Mayo.

## Historia

### Antecedentes y formación
Forte Di Quattro, también conocido como FDQ (포디콰), se formó durante la primera temporada de Phantom Singer, convirtiéndose en el cuarteto ganador. Los cuatro miembros audicionaron por separado para el programa, y al juntarse, concibieron el nombre Forte Di Quattro para evidenciar sus intenciones de mostrar la "fuerza de cuatro", el cual es el significado de su nombre en italiano. Como cuarteto ganador, obtuvieron un contrato exclusivo para promocionar juntos durante un año.
Ko Hoon-jeong estudió canto en la Universidad de Kyung Hee, pero eligió seguir una carrera en el teatro musical. Kim Hyun-soo y Son Tae-jin ya se conocían como estudiantes de pregrado de canto en la famosa Facultad de Música de la Universidad Nacional de Seúl. Lee Byeo-ri, quien entonces trabajaba en la industria del teatro, es el único miembro sin ningún entrenamiento formal en canto, pero tenía experiencia como cantante aficionado con varios grupos vocales.

### 2017: Lanzamientos durante su debut
El 18 de mayo, Forte Di Quattro lanzó su álbum debut Forte Di Quattro. Se embarcaron en una gira nacional, actuando en diecisiete ciudades diferentes de todo el país. Tras el éxito del álbum debut, se lanzó una edición reempaquetada en octubre.
El 21 de noviembre lanzaron su segundo álbum de larga duración, Classica. A esto le siguió otra gira nacional que se llevó a cabo desde el lanzamiento del álbum hasta finales de diciembre. En comparación con su álbum debut, Classica estaba mucho más enraizado en la música clásica y, en particular, muestreaba melodías de las obras de Rajmáninov, Chaikovski y Bizet.

### 2018-2020: más lanzamientos y actividades en solitario
Cada miembro reanudó sus respectivas actividades en solitario bajo diferentes agencias. Ko regresó al teatro musical, mientras que Kim y Son se convirtieron en artistas solistas y ocasionalmente regresaron a interpretar canciones de repertorio clásico junto a otros concursantes de Phantom Singer.
En abril de 2018, el cuarteto se presentó en el extranjero por primera vez, debutando en Japón. Se presentaron en Bunkamura en Tokio, conocido como el hogar de La Orquesta Filarmónica de Tokio. El mes siguiente, realizaron una serie de conciertos en Seúl y Busan junto a los ganadores de Phantom Singer 2, Forestella, cuyos miembros ya conocían antes de Phantom Singer 2. Para conmemorar la ocasión, grabaron y lanzaron un sencillo digital, el cual fue una nueva versión del éxito de Renato Zero "L'impossibile Vivere".
El 7 de noviembre de 2019, lanzaron su tercer álbum de estudio, Harmonia. Este se centró principalmente en destacar las voces y armonías de los integrantes, reduciendo el número de instrumentos.
Desde 2019, Forte di Quattro ha realizado una serie de conciertos de verano e invierno. Los conciertos de verano, "Unplugged", fueron concebidos para mostrar las habilidades de canto de cada integrante, y se presentan en una sala de concierto sin micrófonos. Los conciertos de invierno, "Notte Stellata", cuentan con una orquesta completa que los acompaña.

### 2021-presente
Desde el 26 de enero del 2021, hasta el 20 de abril del mismo año, los miembros de Forte Di Quattro participaron en la temporada especial de Phantom Singer, Phantom Singer All Stars. Durante su participación en el programa, realizaron varios arreglos de diferentes tipos de canciones, y además cantaron junto a los miembros de otros cuartetos formados en las distintas temporadas del programa.
El 24 de marzo de 2022, lanzaron Metaphonic, su cuarto álbum. Este se caracterizó por tener un sonido diferente al que habían mostrado anteriormente, con el concepto de crear un sonido sinfónico y digital. El término Metaphonic se creó al fusionar las palabras Meta, que significa abstracto y virtual, y Phonic, que significa voz y sonido. Las canciones Ophelia y Winter Lullaby fueron lanzadas previamente como sencillos el 24 de febrero del mismo año.

## Miembros
- Ko Hoon-jeong (고훈정) – barítono, actor musical.
- Kim Hyun-soo (김현수) – tenor
- Son Tae-jin (손태진) - bajo-barítono
- Lee Byeo-ri (이벼리) – tenor

## Discografía

### Álbumes de estudio
| Título              | Detalles del álbum                                                                                               | Posiciones más altas en las listas | Ventas        |
| Título              | Detalles del álbum                                                                                               | KOR                                | Ventas        |
| ------------------- | --- | ---------------------------------- | ------------- |
| Forte Di Quattro    | - Lanzamiento: 18 de mayo de 2017 - Sello: Arts & Artists, Universal Music - Formatos: CD, descarga digital      | 4                                  | - KOR: 15.542 |
| Classica (클라시카) | - Lanzamiento: 21 de noviembre de 2017 - Sello: Arts & Artists, Universal Music - Formatos: CD, descarga digital | 10                                 | - KOR: 6.460  |
| Harmonia            | - Lanzamiento: 7 de noviembre de 2019 - Sello: Arts & Artists, Universal Music - Formatos: CD, descarga digital  | 26                                 | - KOR: 1,794  |
| Metaphonic          | - Lanzamiento: 24 de marzo de 2022 - Sello: Arts & Artists, Universal Music - Formatos: CD, descarga digital     | 52                                 |               |

| Título                     | Detalles del álbum                                                                                             | Posiciones más altas en las listas | Ventas       |
| Título                     | Detalles del álbum                                                                                             | KOR <br />                         | Ventas       |
| -------------------------- | --- | ---------------------------------- | ------------ |
| Forte Di Quattro Repackage | - Lanzamiento: 20 de octubre de 2017 - Sello: Arts & Artists, Universal Music - Formatos: CD, descarga digital | 15                                 | - KOR: 2.369 |

### EPs
| Título | Detalles del álbum                                                                                               | Posiciones más altas en las listas | Ventas       |
| Título | Detalles del álbum                                                                                               | KOR                                | Ventas       |
| ------ | --- | ---------------------------------- | ------------ |
| Colors | - Lanzamiento: 7 de septiembre de 2018 - Sello: Arts & Artists, Universal Music - Formatos: CD, descarga digital | 25                                 | - KOR: 1.890 |